# GT World Challenge America 2023
Navigation
Édition précédente Édition suivante
Le Fanatec GT World Challenge America 2023 Powered by AWS sera la dix-septième saison du GT World Challenge America du United States Auto Club et la sixième sous la propriété de SRO Motorsports Group.
La saison débutera à Sonoma le 2 avril et se terminera à Indianapolis le 8 octobre.

## Calendrier
| Rond | Circuit                                                  | Date              |
| ---- | -------------------------------------------------------- | ----------------- |
| 1    | Sonoma Raceway, Sonoma, Californie                       | 30 mars - 2 avril |
| 2    | NOLA Motorsports Park, La Nouvelle-Orléans, Louisiane    | 29 - 30 avril     |
| 3    | Circuit des Amériques, Austin, Texas                     | 19 - 21 mai       |
| 4    | Circuit international de Virginie, Alton, Virginie       | 16 - 18 juin      |
| 5    | Route Amérique, Elkhart Lake, Wisconsin                  | 28 - 20 août      |
| 6    | Circuit international de Sebring, Sebring, Floride       | 3-5 mai           |
| 7    | Circuit automobile d'Indianapolis, Indianapolis, Indiana | 6 - 8 octobre     |

## Liste des inscrits
- GT World Challenge Europe 2023
- GT World Challenge Europe Endurance Cup 2023
- GT World Challenge Europe Sprint Cup 2023
- GT World Challenge Asie 2023